# María Teresa Aguado Castillo
María Teresa Aguado Castillo, más conocida como Mayte (Santander, 9 de junio de 1934 - Madrid, 27 de noviembre de 1990), fue una empresaria dedicada a la restauración y mecenas española creadora de los Premios Mayte para el fomento de la tauromaquia y las artes escénicas.

## Biografía
María Teresa, única mujer entre catorce hermanos varones, se crio en una familia hostelera. Formada profesionalmente en la Escuela de Hostelería de Lausana (Suiza), con dieciocho años fue a Madrid, donde dos años más tarde, el 7 de mayo de 1954, abrió una taberna, «Hostal Mayte», en la prolongación de General Mola, su primer negocio, situado en los alrededores de los Estudios Bronston, propiedad del productor estadounidense Samuel Bronston y de los Estudios Sevilla Films, ambos en el distrito madrileño de Chamartín, donde tuvo la oportunidad de conocer a grandes estrellas de Hollywood que acudían al restaurante, con muchas de las cuales llegó a establecer amistad. En 1967 inauguró «Mayte Commodore», restaurante que llegó a ser muy popular entre artistas, políticos e intelectuales de la época. El 11 de julio de 1983, a la edad de 49 años, Mayte contrajo matrimonio con Manuel Grandes, siendo el padrino en la ceremonia su hijo Luis.

## Premios «Mayte»
En 1952 creó el premio con su nombre, destinado a ensalzar los trabajos más relevantes de la escena artística nacional. Hasta 2017, los Premios Mayte se han seguido otorgando tanto a personas físicas como a sociedades seleccionadas por un jurado en virtud de la labor desarrollada durante ese año en el teatro, la tauromaquia o en otros campos, tanto artísticos como culturales. 
Mayte falleció el 27 de noviembre de 1990 en su casa de Madrid. Fue incinerada en el cementerio de la Almudena.